# بريان ريتشاردسون
بريان ريتشاردسون (24 فبراير 1944 في المملكة المتحدة - ) (بالإنجليزية: Bryan Richardson)‏ هو لاعب كريكت بريطاني. لعب مع نادي وارويكشاير للكريكيت ‏.

## وصلات خارجية
- بريان ريتشاردسون على موقع إي آس بي آن كريك إنفو (الإنجليزية)